# Elsa Serrano
Elsa Romio de Serrano, más conocida como Elsa Serrano (Corigliano Calabro, Cosenza, Calabria, Italia; 13 de julio de 1941-Buenos Aires; 16 de septiembre de 2020) fue una diseñadora de moda ítalo-argentina.

## Biografía
Hija de Checchina Malavolta y Espedito Romio, nació en Corigliano Calabro, provincia de Cosenza, Calabria, en Italia, en 1941. Con catorce años, Elsa Romio llegó a la Argentina el 7 de diciembre de 1955 junto a sus padres y sus nueve hermanos.
Autodidacta, no realizó estudios formales de diseño, se inició en la moda con una boutique que ofrecía prendas importadas en el barrio de Belgrano. Comenzó a diseñar en 1968 utilizando un estilo propio, durante varios años diseñó cuatro colecciones por temporada, de alta costura y prêt-à-porter. Más tarde se dedicó exclusivamente a la alta costura. En 1977 organizó el primer desfile de su colección.
En cuarenta y cinco años de trayectoria, sus diseños fueron utilizados por varias personas reconocidas, destacándose el vestido de novia de Claudia Villafañe, la esposa de Diego Maradona. Además vistió a importantes figuras del espectáculo argentino, como Mirtha Legrand, Susana Giménez y Norma Aleandro, y del extranjero, como Sophia Loren, Joan Collins, Gina Lollobrigida, Catherine Deneuve y la bailarina Maya Plisétskaya. También figuras de la política argentina, como la hija del expresidente argentino Carlos Menem, Zulema, con quien viajó en las giras al exterior que esta realizó acompañando a su padre cuando este ejercía la presidencia argentina, y la esposa del expresidente argentino Raúl Alfonsín, María Lorenza Barreneche.
Tuvo un período de dificultades económicas en 2001, coincidiendo con la situación imperante en Argentina, que la obligaron a cerrar las puertas de su empresa y rematar una vivienda de su propiedad ubicada en la calle Mansilla, en el sector conocido como Barrio Norte de la ciudad de Buenos Aires, pero logró recuperarse.
En 2020 hizo su última participación televisiva como jurado en el programa Corte y confección conducido por Andrea Politti.

## Premios
Ganadora varias veces del premio Tijeras de Plata que otorga la Cámara Argentina de la Moda, en 2014 recibió un reconocimiento especial por su trayectoria en la moda local.

## Fallecimiento
Falleció el 16 de septiembre de 2020 a los 79 años debido a un incendio generado en su vivienda ubicada en el tercer piso de la calle Maipú 986 del barrio porteño de Retiro. La autopsia determinó que la causal de su deceso fue asfixia por inhalación de humo y las investigaciones del equipo de peritos de bomberos determinaron que el siniestro se originó por un cortocircuito eléctrico.

## Vida privada
Estuvo casada dos veces y de su segundo matrimonio adoptó el apellido Serrano para su vida profesional. Tuvo tres hijas: Roxana, María Soledad y María Belén; y seis nietos.

## Filmografía
Como vestuarista:
- 1982: Los pasajeros del jardín